# 十試軽爆機
十試軽爆機（じゅうしけいばくき）は、大日本帝国海軍が計画した艦上爆撃機。十試艦上軽爆機とも呼ばれる。ドイツのハインケル社に設計・開発が依頼される予定だったが、形になる前に中止されており、実機も存在しない。

## 経緯
1934年（昭和9年）、当時の戦闘機並みの高速を発揮できる単座または複座の高性能艦上軽爆撃機を計画した海軍航空本部は、同時期に行われたドイツ海軍への航空母艦技術供与の対価とする形で、1935年（昭和10年）にハインケル社との間で十試軽爆の設計・開発の依頼についての交渉を開始した。ドイツで行われた計画の議論には、日本海軍から佐波次郎駐独航空本部監督官、島本克美造兵少佐、海軍航空廠の山名正夫技師が、ハインケル社からハインリヒ・ヘルテル技術部長や設計技師であるギュンター兄弟らが参加している。
しかし、日本側は予算を60万円としていたものの価格面の折り合いがつかず、1935年12月にドイツ側からHe 118急降下爆撃機の供与が代替案として推薦され、日本側もこれに応じたことで十試軽爆自体は立ち消えになり、技術参考に留まった。
なお、He 118は1937年（昭和12年）11月11日に海軍の輸入機1機が日本に到着し、愛知時計電機航空機部（のちの愛知航空機）によるライセンス生産も予定されていたが、最終的に採用されずに終わっている（He 118 (航空機)#日本への輸出も参照）。

## 機体
日本海軍の要求は複座単葉、最大速度が約407 km/h（220ノット・高度3,000 m時）、航続時間が5時間（速度170ノット時）、高度3,000 mまで6分以内に到達できる上昇力を持つというものだった。これに対し、ハインケル社は1935年10月8日に日本海軍に対して機体の三面図と側面図を提供しているが、この時点では搭載する空冷エンジンの候補をはじめ各種装備は決定されていなかった。
なお、同時に開発の大まかな日程の予定も定められており、完成機の引き渡しは1937年7月1日になる予定だった。